# Wide XGA
| Роздільність | Застосування   | Співвідношення   |
| ------------ | -------------- | ---------------- |
| 1280×720     | Монітори       | 16:9             |
| 1280×768     | Монітори       | 16:9.6 (5:3)     |
| 1280×800     | Монітори       | 16:10 (8:5)      |
| 1360×768     | LCD ТВ         | 16:9 (приблизно) |
| 1366×768     | LCD ТВ         | 16:9 (приблизно) |
| 1920×1080    | SXRD проектори | 16:9             |

WXGA (англ. Wide XGA) — набір нестандартних роздільностей дисплеїв, отриманий шляхом розширення стандарту XGA до широкоформатних співвідношень. Зазвичай під WXGA розуміють роздільність 1366×768, зі співвідношенням сторін 16:9. У 2006 році ця роздільність найчастіше використовувалась у ЖК-телевізорах і HD-сумісних плазмових дисплеях.
Широкоформатні роздільності, починаючи від 720×800 і закінчуючи 1920×1080, також належать до W*XGA групи, де «*» може означати уточнення широкоформатної роздільності, наприклад U (WUXGA 1920×1080) Найбільше розповсюджені WXGA роздільності (в порядку зростання загальної кількості пікселів):
- 1280×720
- 1280×768
- 1280×800
- 1360×768
- 1366×768
- 1440×900

WXGA широко використовується в LCD телевізорах і моніторах для широкоекранних презентацій. Роздільності 1366×nnn найчастіше застосовуються в LCD телевізорах, тоді як роздільності 1280×nnn — в ноутбуках.
1280×720 видає точні квадратні пікселі при співвідношенні сторін 16:9, у той час як додаткові пікселі в роздільностях 1280×768 і 1280×800 мають ігноруватися, щоб видати роздільність 16:9 без вертикальних смуг на зображенні. Роздільності 1360×768 і 1366×768 мають співвідношення сторін, дуже близькі до 16:9. При роздільності 1360×765 виходять повністю квадратні пікселі.
720p, відеорежим HDTV, відносний стандарт, що означає роздільність 1280×720 пікселів.
Дисплеї з роздільністю 1440×900 також маркуються як WXGA; однак, насправді коректніше позначати їх як WSXGA або WXGA+.

## Порівняльна таблиця
| Назва           | x (ширина) | y (висота) | Мега пікселів | Співвід- ношення сторін | Відсоток різниці в пікселях | Відсоток різниці в пікселях | Відсоток різниці в пікселях | Відсоток різниці в пікселях | Відсоток різниці в пікселях | Типовий розмір екрану | Звичайна версія | Використання                                                                        |
| Назва           | x (ширина) | y (висота) | Мега пікселів | Співвід- ношення сторін | Wide XGApe                  | WSXGA                       | WSXGA+                      | WUXGA                       | WQXGA                       | Типовий розмір екрану | Звичайна версія | Використання                                                                        |
| --------------- | ---------- | ---------- | ------------- | ----------------------- | --------------------------- | --------------------------- | --------------------------- | --------------------------- | --------------------------- | --------------------- | --------------- | ----------------------------------------------------------------------------------- |
| Wide XGA        | 1366       | 768        | 1.05          | 1.78                    | 0%                          | −19%                        | −41%                        | −54%                        | −74%                        | 15–19 in              | XGA             | Normal use; viewing 720p (1280×720) video content.                                  |
| WSXGA Wide XGA+ | 1440       | 900        | 1.3           | 1.6                     | 24%                         | 0%                          | −27%                        | −44%                        | −68%                        | 15–19 in              | XGA+            |                                                                                     |
| WSXGA+          | 1680       | 1050       | 1.76          | 1.6                     | 68%                         | 36%                         | 0%                          | −23%                        | −57%                        | 20–22 in              | SXGA+           |                                                                                     |
| WUXGA           | 1920       | 1200       | 2.3           | 1.6                     | 120%                        | 78%                         | 31%                         | 0%                          | −44%                        | 23–28 in              | UXGA            | Viewing 2 full pages of text side by side; viewing 1080p (1920×1080) video content. |
| WQXGA           | 2560       | 1600       | 4.1           | 1.6                     | 290%                        | 216%                        | 132%                        | 78%                         | 0%                          | 30+ in                | QXGA            | Advanced graphic design; other professional applications; high-end consumers.       |